# Памятник героям (Познань)
Памятник героям (пол. Pomnik Bohaterów) — памятник, находящийся в Познани, (Польша) на территории Форта Виняры. Памятник посвящён солдатам Красной Армии, погибшим в боях за Познань в 1945 году.

## История
В боях за Познань погибло около 10 тысяч советских военнослужащих. 5829 погибших были похоронены на кладбище, которое в настоящее время располагается возле памятника. Остальные погибшие были похоронены на Милостовском кладбище.
Памятник героям Красной Армии был создан скульпторами Станиславом Погурским и Т. Плончаком осенью 1945 года. Памятник был установлен при непосредственном участии советских военнослужащих.

## Описание
Памятник представляет собой обелиск высотой 23 метра, располагающийся на возвышении. Нижняя часть обелиска украшена барельефами в стиле социалистического реализма. К памятнику ведёт широкая лестница с улицы Армии Познань. В нижней части лестницы на левой и правой её стороне располагаются две гаубицы калибром 152,4 мм. До 1989 года обелиск венчала красная звезда, которая была снята и в настоящее время хранится в Музее истории Познани.